# حقل أبو خويمة
حقل أبو خويمة أو حقل أبو خيمة هو حقل نفط عراقي ذو احتياطيات كبيرة في منطقة أبو خويمة بناحية بصية بقضاء السلمان بمحافظة المثنى بصحراء الدبدبة بالبادية العراقية جنوب العراق، اكتُشف سنة 1975 م، وحفرت فيه بعدئذٍ شركة هندية، فيه بئر واحدة، مساحتها 1809 كيلومترات مربعة.
البُعد 17 كيلومتراً بين الحقل وحدود الكويت، و19 كيلومتراً بينه وبين حدود السعودية.